# 병곡초등학교 광월분교
병곡초등학교 광월분교는 경상남도 함양군 병곡면 마평아랫길 2 (광평리)에 있었던 분교이다.

## 연혁
- 1949년 9월 1일 병곡국민학교 광월분교 개교
- 1953년 3월 1일 광월국민학교로 승격
- 1987년 3월 5일 병설유치원 개원
- 1993년 2월 20일 제38회 졸업식(총 졸업생수 974명)
- 1993년 3월 1일 병곡국민학교 광월분교장으로 격하
- 1997년 3월 1일 병곡초등학교에 통합